# Sraddha
Sraddha (literalment Fe) és la cerimònia funerària proposada per l'Hinduisme.
Existeixen diverses formes de dur a terme aquest ritual: mensualment, es realitza Sraddha en honor dels ancestres difunts igual que és descrit en detall en els Dharmaśāstras d'Apastamba, Gautama, Baudhayana i Vasishtha.
En ells, l'amfitrió, convida els bramans a una menja funerària, en la qual els aliments s'ofereixen als ancestres difunts.